# Erik De Vlaeminck
Erik Albrecht De Vlaeminck (Eeklo, 23 maart 1945 – Wilskerke, 4 december 2015) was een Belgisch wielrenner en veldrijder. Hij was profwielrenner van 1966 tot 1980.

## Carrière
De Vlaeminck werd zeven keer wereldkampioen veldrijden (1966, 1968-1973), een record. Met zijn bronzen plak in 1977 maakt dat acht WK-medailles. Hij werd ook vier keer Belgisch kampioen (1967, 1969, 1971, 1972). Daarnaast was hij ook een verdienstelijk ronderijder. In 1969 wist hij de Ronde van België te winnen en won hij een rit in de Ronde van Frankrijk. Daarnaast werd hij derde in Gent-Wevelgem (1969) en behaalde hij twee podiumplaatsen in de Waalse Pijl (2e in 1969 en 3e in 1970). Ook werd hij vierde in Luik-Bastenaken-Luik (1970) en negende in Parijs-Roubaix (1971).
De Vlaeminck won zijn laatste van zeven wereldtitels toen hij nog maar 28 was. Zelf bewaarde hij altijd het stilzwijgen over de schandalen rond doping-, amfetamines- en drankverbruik die zijn carrière zouden hebben ingekort. In 1980 nam hij afscheid van de wielersport. Na een donkere periode kwam hij in 1989 opnieuw in de belangstelling als coach van de nationale veldritploeg, waarmee hij 29 medailles tijdens de wereldkampioenschappen behaalde. Na het WK van 2002 werd hij als bondscoach opgevolgd door Rudy De Bie.
De Vlaeminck leed de laatste jaren van zijn leven aan de ziekte van Parkinson en alzheimer, en verbleef in een rusthuis in Wilskerke. Hij overleed daar eind 2015 op 70-jarige leeftijd. De GP Erik De Vlaeminck is een veldrit die naar hem werd vernoemd. In 2016 werd een expo rond hem georganiseerd in zijn geboortestad Eeklo.
Zijn jongere broer Roger en zoon Geert waren eveneens actief als wielrenner.

## Erelijst

### Veldrijden
| Jaar      | Klassieker                                                | WK       | BK       | Overige | Totaal   |          |
| Amateurs  | Amateurs                                                  | Amateurs | Amateurs | Amateurs | Amateurs | Amateurs |
| --------- | --------------------------------------------------------- | -------- | -------- | --- | -------- | -------- |
| 1962-1963 |                                                           |          |          | Belsele | 1        |          |
| 1963-1964 | Eeklo                                                     |          |          | Belsele | 2        |          |
| Profs     |                                                           |          |          | |          |          |
| 1962-1963 |                                                           |          | 7e       | Assenede, Nederename, Stene | 3        |          |
| 1963-1964 |                                                           | 18e      | 4e       | Assenede, Nederename, Oeselgem, Kortenberg, Zemst, Jezus-Eik, Massemen, Merelbeke, Sint-Martens-Latem | 9        |          |
| 1964-1965 | Eeklo, Pétange                                            |          |          | Kortenberg, Hombeek, Nieuwerkerken, Oostakker, Zemst, Jabbeke, Hemiksem | 9        |          |
| 1965-1966 | Laarne oktober, Eeklo december, Niel, Overijse, Steinmaur | ↑        |          | Humbeek, Zelzate, Tervuren, Zellik, Kortenberg, Westouter, Zomergem, Gistel, Hombeek, Mechelen, Eeklo november, Jezus-Eik, Laarne december, Dikkelvenne, Opwijk, Oostakker, Dilbeek, Heist-Goor, Overboelare, Oostende, Stene, Heusden | 28       |          |
| 1966-1967 | Eeklo, Niel, Overijse, Middelkerke, Vossem                | 5e       | Goud     | Moerbeke, Vissenaken, Zellik, Sint-Maria-Horebeke, Mechelen, Asse, Tervuren, Wemmel, Belsele, Hemiksem, Conflans-Sainte-Honorine, Binningen                                                                                            | 18       |          |
| 1967-1968 | Eeklo, Ardooie, Niel, Overijse, Middelkerke,Vossem        | ↑        |          | Pamel-Roosdaal, Ruien, Zellik, Oostakker, Lembeek, Sint-Pieters-Leeuw, Wemmel, Asse, Berlijn, Dortmund, Solbiate Olona, Nederhasselt, Heverlee, Conflans-Sainte-Honorine, Heusden, Overboelare                                         | 23       |          |
| 1968-1969 | Eeklo, Overijse, Niel                                     | ↑        | Goud     | Tervuren, Waasmunster, Sint-Maria-Horebeke, Oostakker, Lembeek, Wetteren, Dilbeek, Conflans-Sainte-Honorine, Binningen, Overboelare, Stene                                                                                             | 16       |          |
| 1969-1970 | Middelkerke, Steinmaur, Eeklo                             | ↑        |          | Waasmunster, Nederzwalm, Erembodegem, Aigle, Heusden, Stene | 10       |          |
| 1970-1971 | Niel, Koksijde, Middelkerke, Eeklo, Overijse              | ↑        | Goud     | Wetteren, Hooglede, Erembodegem, Sint-Pieters-Leeuw, Asse, Jezus-Eik, Aigle, Heusden, Ottenburg, Stene | 17       |          |
| 1971-1972 | Eeklo, Overijse, Koksijde                                 | ↑        | Goud     | Wetteren, Hooglede, Beernem, Lanaken, Torhout, Gansingen, Vaprio d'Agogna, Oedelem, Aalter, Muntelier, Delemont, Novate Milanese, Nederzwalm, Zürich, Archanada                                                                        | 20       |          |
| 1972-1973 | Bredene, Eeklo, Overijse, Middelkerke                     | ↑        |          | Moerbeke, Hove, Lanaken, Gansingen, Valladolid, Wervik | 11       |          |
| 1973-1974 |                                                           |          |          | | 0        |          |
| 1974-1975 | Eeklo, Vossem, Middelkerke                                | 4e       | Zilver   | Moerbeke-Waas, Pollare, Schelderode, Wetteren, Kortemark, Teralfene, Munte, Bertem, Heusden, Lobbes, Beernem | 14       |          |
| 1975-1976 |                                                           |          |          | | 0        |          |
| 1976-1977 | Overijse, (november) Overijse (januari)                   | ↑        | Brons    | Nederzwalm, Wolvertem, Wetteren, Hansbeke, Sint-Maria-Horebeke, Brakel, Mechelen, Lanaken, Zillebeke, Heusden, Gits | 13       |          |
| 1977-1978 |                                                           |          |          | | 0        |          |
| 1978-1979 | Asper-Gavere, Eeklo                                       |          |          | Sint-Maria-Horebeke, Deinze, Merelbeke, Volkegem, Sint-Laureins, Zillebeke | 8        |          |
| 1979-1980 | Niel, Eeklo                                               |          |          | Wingene, Schelderode, Kapelle-op-den-Bos, Breendonk, Zelzate | 7        |          |
|           |                                                           |          |          | |          |          |
| Totaal    | 45                                                        | 7        | 4        | 150 | 206      |          |

### Wegwielrennen
1966
- Criterium Kortenberg

1967
- Criterium Belsele
- Criterium Bevel

1968
- GP Union, Dortmund
- GP du Tournaisis, Templeuve
- 2e etappe Ronde van Frankrijk
- Criterium Gentbrugge

1969
- Criterium Assebroek
- Criterium Aulnay-sous-Bois
- Witte Donderdagprijs, Bellegem
- Criterium Drongen
- Criterium Simpelveld
- Omloop der Vlaamse Ardennen
- 1e etappe Grand Prix du Midi Libre
- Criterium Rijmenam
- 1e etappe Ronde van België
- Eindklassement Ronde van België
- Criterium Poperinge
- Kampioenschap van Vlaanderen
- Liefdadigheidscriterium, Beernem
- Criterium Gentbrugge

1970
- Criterium Valkenswaard
- Criterium Aulnay-sous-Bois
- Criterium Assebroek
- Criterium Belsele
- GP Kanton Aargau
- Parijs-Luxemburg
- Criterium Eeklo

1971
- Criterium De Panne
- Criterium Zomergem
- Proloog Ronde van Luxemburg
- GP Flandria, Zedelgem
- Criterium Sint-Lambrechts-Woluwe

1977
- 2e etappe (deel A) Ronde van Indre en Loire

### Resultaten in voornaamste wedstrijden
| Jaar | Ronde van Italië | Ronde van Frankrijk | Ronde van Spanje |
| ---- | ---------------- | ------------------- | ---------------- |
| 1968 |                  | 51e (1)             | opgave           |
| 1969 |                  |                     |                  |
| 1970 |                  | opgave              |                  |
| 1971 |                  | 62e                 |                  |
| 1977 |                  |                     |                  |

| Jaar | Milaan-San Remo | Gent-Wevelgem | Ronde van Vlaanderen | Parijs-Roubaix | Amstel Gold Race | Luik-Bast.‑Luik | Waalse Pijl | E3 Harelbeke |  | WK op de weg |  | Wereldranglijsten |
| ---- | --------------- | ------------- | -------------------- | -------------- | ---------------- | --------------- | ----------- | ------------ |  | ------------ |  | ----------------- |
| 1968 |                 | 13e           | 24e                  |                |                  |                 |             | 11e          |  |              |  |                   |
| 1969 | 40e             | Brons         | 12e                  |                |                  |                 | Zilver      |              |  |              |  |                   |
| 1970 | 61e             |               | 14e                  |                | 15e              | 4e              | Brons       | 12e          |  |              |  | 10e (SPP)         |
| 1971 |                 | 43e           |                      | 9e             |                  |                 |             | 5e           |  | 40e          |  |                   |
| 1977 | 21e             |               |                      |                |                  |                 |             | ↑            |  |              |  |                   |

Wielerploegen van Erik De Vlaeminck
Blockx ·
Bodart ·
Campadelli ·
Capiau ·
Clauwaert ·
Coppens ·
Corneillie ·
Coulon ·
Crapez (vanaf 24/09) ·
G. David ·
W. David ·
De Block ·
De Boever ·
De Loof ·
De Pauw ·
E. De Vlaeminck ·
R. De Vlaeminck (vanaf 02/03) ·
De Winter (tot 01/06) ·
Dedeckere ·
Donie ·
Furnière ·
Germain (vanaf 17/02) ·
Gilmore ·
Godefroot ·
Gorez ·
Gosselin ·
Hemeryck ·
Holst ·
Houbrechts ·
Hutsebaut ·
Jarolewski ·
Leman ·
Lievens (vanaf 29/09) ·
Mahieu ·
Messelis ·
Monseré ·
Monteyne ·
Nassen ·
Ongenae (vanaf 28/07) ·
Thoma ·
Van Damme ·
Van de Vijver ·
Van Den Bempt (vanaf 01/04) ·
Van Den Berghe (vanaf 31/03) ·
Van Espen ·
Van Parijs (vanaf 30/09) ·
Vanclooster ·
Vande Moortel ·
Vandromme ·
Vanhoutte ·
Zwaenepoel (vanaf 18/08)
Beugels ·
Blockx ·
Bodart ·
Bravenboer (vanaf 01/08) ·
Clauwaert ·
Corneillie ·
Coulon ·
G. David ·
W. David ·
De Boever ·
De Loof ·
E. De Vlaeminck ·
R. De Vlaeminck ·
Devos (vanaf 01/08) ·
Dierickx ·
Dubois ·
Hemeryck ·
Hutsebaut ·
Leman ·
van Leeuwen (vanaf 01/08) ·
Lievens ·
Loevesijn ·
Loysch (vanaf 01/08) ·
Mahieu ·
Mendes (vanaf 01/03) ·
Meyhi ·
Monseré  ·
Nassen ·
Ongenae ·
Silva (vanaf 01/03) ·
Staes (vanaf 01/09) ·
Van Damme ·
Van de Vijver · 

Van der Slagmolen (vanaf 01/08) ·
Vanmarcke (vanaf 01/08) ·
Verplancke (vanaf 01/08) ·
Zoet ·
Zoetemelk
Baert (vanaf 01/03) ·
Bens (vanaf 25/08) ·
Bravenboer ·
Bruggeman (vanaf 25/08) ·
Claes (vanaf 04/02) ·
David ·
De Clercq ·
De Boever ·
De Muynck ·
E. De Vlaeminck ·
R. De Vlaeminck ·
Dedeckere ·
Demeyer (vanaf 15/09) ·
Devos ·
Dolman ·
P. In 't Ven ·
W. In 't Ven ·
Janssens ·
Knockaert (vanaf 27/05) ·
Leman ·
van Leeuwen ·
Lievens ·
Loysch ·
Monseré  (tot 15/03) ·
Müddemann ·
Nassen ·
Nuelant ·
Schütz ·
Spannagel (vanaf 05/08) ·
Staes ·
Tabak · 

Van Damme ·
Van De Wiele (vanaf 25/08) · 
Van der Slagmolen ·
Van Neste ·
Van Olmen (vanaf 25/08) ·
Vanmarcke ·
Verplancke ·
Zoetemelk
Andrade ·
Baert ·
Claes ·
David ·
De Clercq ·
De Guchtenaere (vanaf 01/07) ·
De Loof ·
De Muynck ·
De Vlaeminck ·
Demeyer ·
Dierckx ·
Dierickx ·
Dolman ·
Eyers ·
Hemeryck (vanaf 31/03) ·
Hordijk ·
Janssen ·
Knockaert ·
de Koning ·
L'hoest ·
Maertens ·
Martens ·
Mendes ·
van Midden ·
Pereira ·
Sersté ·
Van Damme ·
Van De Wiele · 
Van der Slagmolen ·
Van Neste ·
Van Olmen ·
Vanmarcke ·
Vermote ·
Verplancke ·
Zoetemelk
Bertoglio ·
Borghetti ·
Claes ·
E. De Vlaeminck ·
R. De Vlaeminck ·
Fontana ·
Lualdi ·
Passuello ·
Pecchielan ·
Rota ·
Sercu ·
Stevens ·
Turrini ·
Van Lint ·
Vianelli
Bellini ·
Bertoglio ·
Borghetti ·
De Muynck ·
E. De Vlaeminck ·
R. De Vlaeminck ·
Di Lorenzo ·
Gualazzini ·
Lualdi ·
Panizza ·
Parecchini ·
Passuello ·
Pecchielan ·
Rota ·
Sercu ·
Turrini ·
Van der Slagmolen ·
Van Lint
Bellini ·
Bonalanza ·
De Geest ·
De Muynck ·
E. De Vlaeminck ·
R. De Vlaeminck ·
Gualazzini ·
Lualdi ·
Osler ·
Panizza ·
Parecchini ·
Passuello ·
Sercu ·
Turrini ·
Van der Slagmolen
Berckmans ·
De Bisschop ·
De Clerck ·
De Vlaeminck ·
Dubois ·
Ebo ·
F. van Katwijk ·
J. van Katwijk ·
Leman ·
Libouton ·
Scheers ·
Van De Vijver · 
Van Der Flaes ·
Van Der Stappen ·
Vanden Haesevelde ·
Verhaegen